# Condado de Rutland (Vermont)
O Condado de Rutland (em inglês:  Rutland County) é um dos 14 condados do estado americano de Vermont. A sede e maior cidade do condado é Rutland. Foi fundado em 1781.
O condado possui uma área de 2 447 km², dos quais 2 408 km² estão cobertos por terra e 39 km² por água, uma população de 61 642 habitantes, e uma densidade populacional de 25,6 hab/km² (segundo o censo nacional de 2010). É o segundo condado mais populoso de Vermont.